# Língua neoaramaica ocidental
O neoaramaico ocidental (liššōna arōmay), também conhecido como siryoon
, é uma forma moderna da língua aramaica e  falada por aproximadamente 30.000 mil  pessoas.
Atualmente, utilizada por cristãos sírios e por muçulmanos sírios em dois vilarejos chamados: Maalula e Jubb'adin.  Até a Guerra Civil Síria, a língua também era falada na aldeia de Bakh'a, entretanto a aldeia foi destruída na guerra. Os falantes foram forçados a se refugiar em  outras regiões sírias e no Líbano.
É utilizada na região das  Montanhas do Antilíbano no oeste da Síria, e é a única língua neoaramaica ainda viva dentre aquelas do ramo neoaramaico ocidental. As demais línguas aramaicas ainda faladas são do ramo oriental.
Muitos falantes do neoaramaico ocidental vivem fora das duas aldeias, principalmente em Damasco e Beirute.
A língua está ativa, porém corre risco de extinção, pois é usada como primeira língua apenas por adultos e não há registros de que seja ensinada nas escolas, logo, pode cair no desuso.

## Classificação

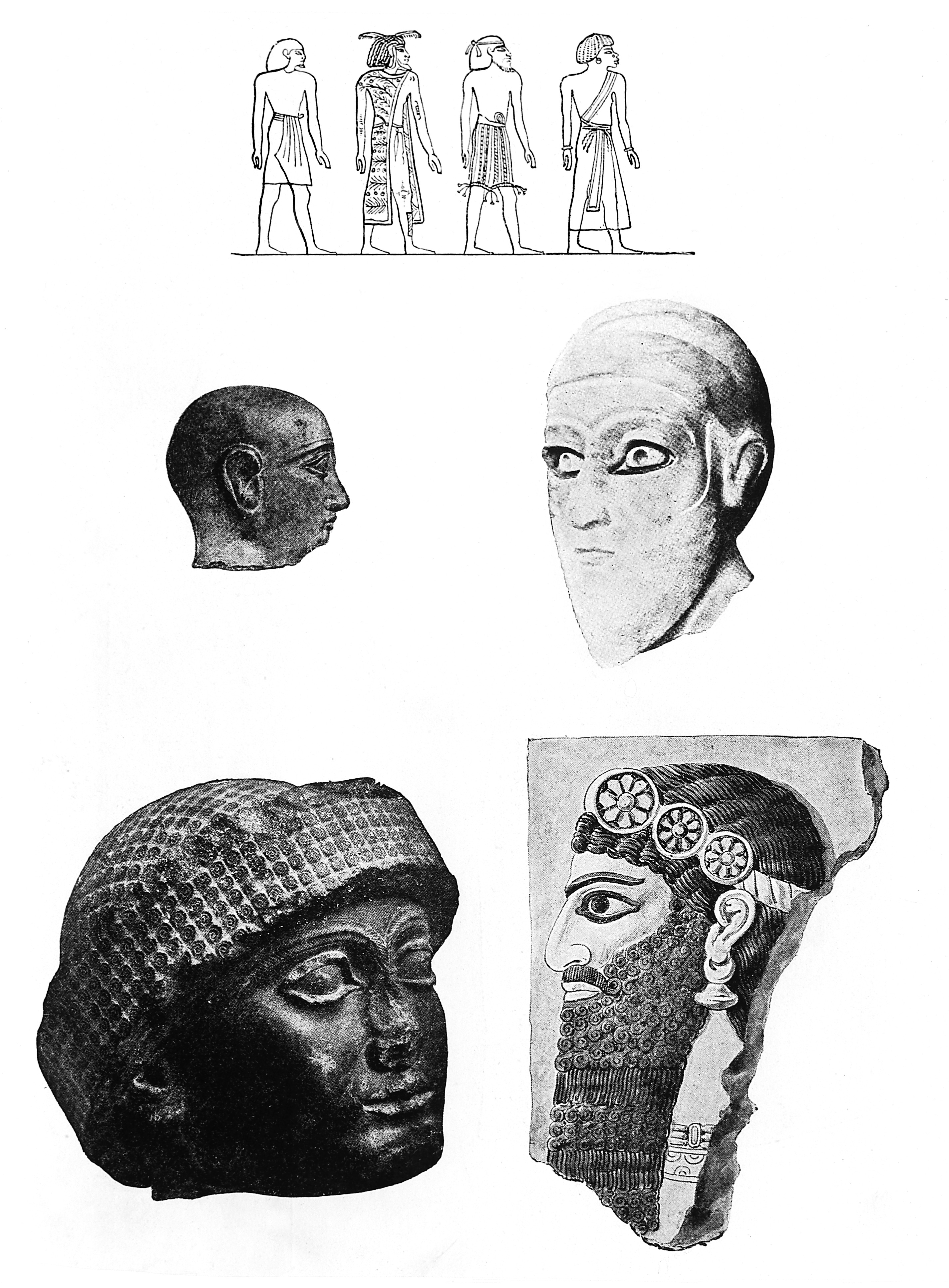
Físico de povos Semíticos

A língua neoaramaico ocidental pertence ao ramo  semítico da família de línguas afro-asiáticas.Por isso, possui inúmeras características comuns às outras línguas dessa família, como: o padrão de palavras formadas com raízes de três consoantes, com mudanças vocálicas, prefixos e sufixos usados para flexioná-las.
O adjetivo 'semítico' é derivado da palavra "sem", nome de um dos filhos de Noé. O historiador alemão August Ludwing von Schloezer quem deu, em 1781, o nome "semítas" aos hebreus, arameus, árabes e abissínios, cujas línguas são aparentadas entre si.

## Etimologia
A palavra aramaico (do hebraico אֲרָמַיָה Aram, Aram; grego antigo Ἀραμαϊκὴ Aramaikē; siríaco ܐܪܡܝܐ Aramaya) vem do termo "aram", nome do quinto filho de Sem, o primeiro filho de Noé, e "-aico"
sufixo nominal, de origem grega, que exprime a ideia de origem, ascendência. Lingua do Povo de Aram, dos arameus. Esse termo " Arameus" era utilizados pelos judeus  para diferenciar os seus povos aparentados mais afastados, os "povos de Aram", no Oriente.
O prefixo 'Neo', do grego néos, significa novo "novo". O "neo" faz oposição ao aramaico de milênios atrás.
"Ocidental" se refere à localização onde a língua é falada, pois o agrupamento das línguas aramaicas está usualmente baseado em sua distribuição geográfica: Semítico Norte-Oriental (Mesopotâmico), Semítico Norte-Ocidental (Síria Palestina) e Semítico Sul-Ocidental(Arábia e Etiópia).

## História

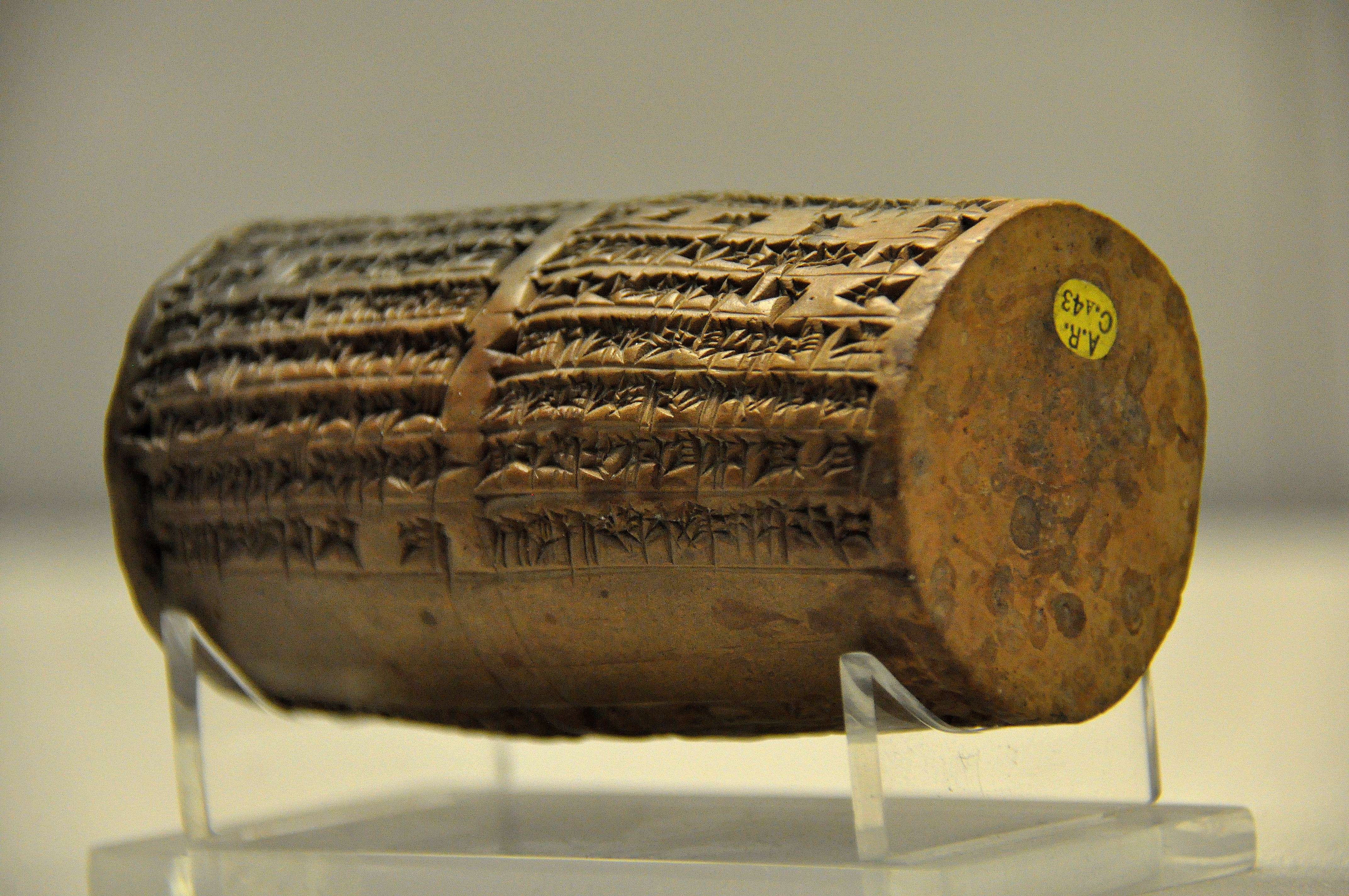
Inscrição cuneiforme do Período Neobabilônico

Aramaico é uma antiga língua semítica, cujo nome vem do povo arameu,  um grupo de tribos nômades e seminômades, além de ser estreitamente relacionado com o hebraico e o fenício, também possui certas semelhanças com o árabe. O aramaico começou a surgir como uma língua diferente por volta do final do século XI a.C. Distribuída da Síria até a Mesopotâmia ocidental, tornou-se a principal língua da região quando os caldeus que falavam o aramaico criaram o Império Neobabilônico.
O aumento na utilização do aramaico começou com o Império Assírio e perdurou sob o Império Babilônico. Quando esses impérios aumentaram seus domínios, o aramaico, sendo mais fácil de aprender do que o acadiano (a língua franca antecessora da região), foi adotado como a língua da administração e fala entre diferentes povos e culturas dentro dos impérios.
Antes da Era Cristã, o aramaico se espalhou por quase todos as regiões do Mediterrâneo até as montanhas da Armênia e do Curdistão,mas a expansão islâmica (séculos VII e VIII) trocou por quase toda parte o aramaico pelo árabe.

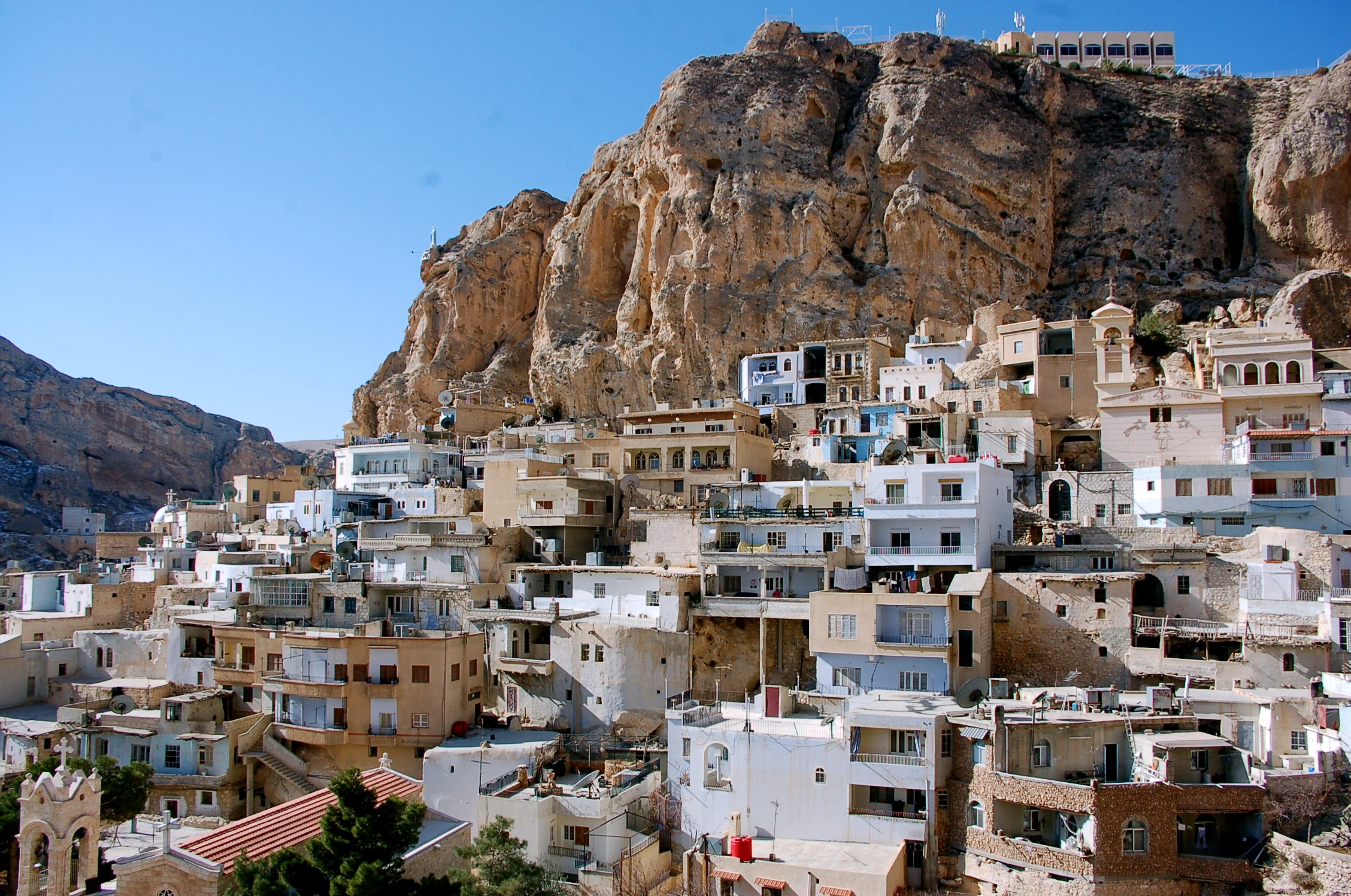
Cidade de Maalula

A língua neoaramaico ocidental é falada principalmente pelos moradores de Maalula (علولة) e Jubb' Adin (جبعدين), no Antilíbano (atual Síria), cerca de 60 km a nordeste de Damasco; era também falado em Bakh'a (بخعة), na mesma região, mas esta foi destruída na guerra civil. A continuação deste pequeno grupo de aramaico em um domínio quase total de língua árabe é em parte devido ao relativo isolamento das aldeias ao redor das montanhas e da união entre as suas comunidades. Hoje ele é um idioma ameaçado de extinção devido aos conflitos religiosos presentes na região.
Após o surgimento de islã veio a consequente conversão em massa das populações locais em termos de arabização cultural e  linguística. Veio assim, entre os muçulmanos recém-convertidos e também entre os cristãos, o deslocamento das várias línguas aramaicas para o árabe como nova língua materna da maioria. Porém, nas regiões montanhosas e isoladas o aramaico ocidental sobreviveu por um tempo relativamente longo no Líbano e Antilíbano (Síria moderna), na verdade, até ao século XVII, viajantes no Líbano ainda informavam sobre várias aldeias de língua aramaica.

## Dialetos
Nas últimas aldeias onde a língua ainda sobrevive, o dialeto da abandonada Bakh'a parecia ser o mais conservador, tendo sido menos influenciado pelo árabe se comparado com outros dialetos, mantendo algum vocabulário que é obsoleto em outros dialetos. O dialeto de Jubb'Adin mudou mais, pois foi fortemente influenciado pelo árabe, e tem uma fonologia mais desenvolvida. Influência cruzada entre aramaico e árabe tem sido mútua, como o árabe sírio em si (Árabe Levantino em geral) mantém um bom substrato aramaico.
| Maalula        | Jubb"adin     | Português |
| -------------- | ------------- | --------- |
| Ana Batt Nzill | ana bilay niz | Eu vou    |

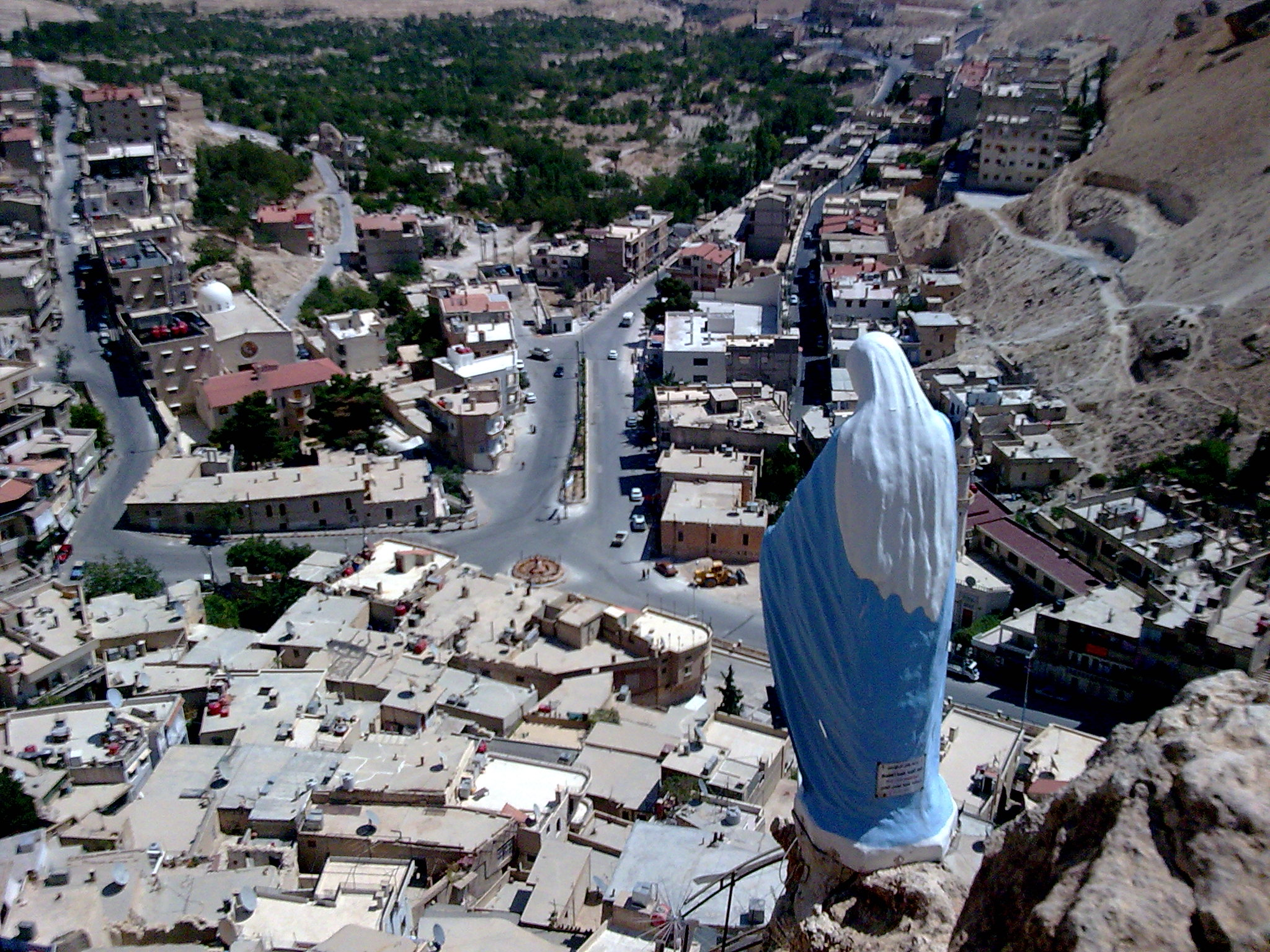
Estátua da Virgem Maria em Maaloula

Como na maior parte do Levante, antes da introdução do islã, no século VII, as aldeias eram originalmente cristãs. No entanto, Maaloula é a única aldeia que mantém uma população cristã significativa (que na sua maioria pertencem à Igreja Melquita Greco-Católica). A maioria dos habitantes de Bakh'a e Jubb Adin adotaram o Islã ao longo das gerações, sendo agora totalmente muçulmanos. Em Ma'loula, as casas são pintadas de azul  em detrimento da comemoração anual em honra de Maria.
Todos os dialetos ocidentais neoaramaicos sobreviventes enfrentam o perigo de extinção. Como acontece com qualquer comunidade aldeã do século XXI, os jovens moradores estão migrando para grandes cidades como Damasco e Alepo em busca de melhores oportunidades de emprego, sendo muito influenciados por comunidades monolíngues em língua árabe, reduzindo as oportunidades para manter ativo o neoaramaico como uma língua de uso diário, tanto que, o governo sírio fornece suporte para o ensino da língua.

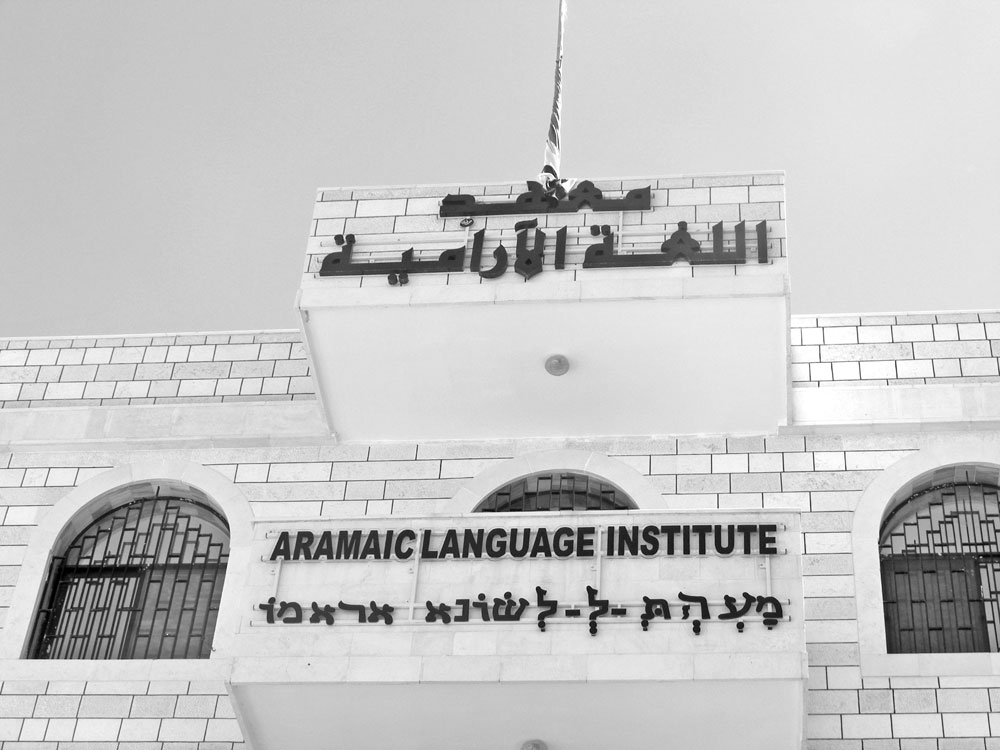
Instituto de Língua Aramaica

Desde 2007, Maaloula tem sido o lar de um instituto de Língua Aramaica estabelecido pela Universidade de Damasco  que ministra cursos para manter a língua viva. As atividades do instituto foram suspensas em 2010 por temores pelo fato do  Alfabeto quadrado Aramaico, usado no programa, se assemelhar à forma mais “quadrada” do alfabeto hebraico. Com isso, o programa passou a usar a escrita siríaca.

## Fonologia

### Consoantes
|             | Labial  | Labial  | Dental/Alveolar | Dental/Alveolar | Dental/Alveolar | Dental/Alveolar | Dental/Alveolar | Dental/Alveolar | Dental/Alveolar | Dental/Alveolar | Palato alveolar | Palato alveolar | Palatal | Palatal | Velar | Velar | Uvular | Uvular | Faríngea | Faríngea | Glotal | Glotal |
| Simples     | Simples | Simples | Simples         | Enfático        | Enfático        | Enfático        | Enfático        |                 |                 |                 | Palato alveolar | Palato alveolar | Palatal | Palatal | Velar | Velar | Uvular | Uvular | Faríngea | Faríngea | Glotal | Glotal |
| ----------- | ------- | ------- | --------------- | --------------- | --------------- | --------------- | --------------- | --------------- | --------------- | --------------- | --------------- | --------------- | ------- | ------- | ----- | ----- | ------ | ------ | -------- | -------- | ------ | ------ |
| Nasal       |         | m       |                 |                 | n               | n               |                 |                 |                 |                 |                 |                 |         |         |       |       |        |        |          |          |        |        |
| Oclusiva    | p       | b       | t               | t               | d               | d               | tˤ              | tˤ              |                 |                 |                 |                 | kʲ      | kʲ      | k     | ɡ     | q      |        |          |          | ʔ      |        |
| Africada    |         |         |                 |                 | ts              |                 |                 |                 |                 |                 | tʃ              | dʒ              |         |         |       |       |        |        |          |          |        |        |
| Fricativa   | f       |         | θ               | ð               | s               | z               |                 | ðˤ              | sˤ              | zˤ              | ʃ               | ʒ               |         |         | x     | ɣ     |        |        | ħ        | ʕ        | h      |        |
| Aproximante |         | w       |                 |                 | l               | l               |                 |                 |                 |                 |                 |                 |         | j       |       |       |        |        |          |          |        |        |
| Vibrante    |         |         |                 |                 | r               | r               |                 |                 |                 |                 |                 |                 |         |         |       |       |        |        |          |          |        |        |

##### Oclusivas
- As oclusivas (p,b,t,d,k e g), que possuem seus  alófones aspirados(p̠, b̠, t̠, d̠, k̠ e g̠), conhecidas como letras begadkepat, ocorrem em alguns casos específicos.[40] Apenas as oclusivas, não aspiradas, aparecem duplicadas. Como se observa na tabela abaixoː[40]

|    | Palavra | Português |
| 1° | neppel  | ele cai   |
| 2° | saggi   | muito     |
| 3° | meddem  | coisa     |

- As oclusivas correm no início da palavra quando precedidas por uma palavra terminada em consoante.[40]

- Quando antecedida por qualquer vogal, mesmo que além dos limites das palavras, as oclusivas são aspiradas, como em neplet (nep̠let̠) 'eu caí', ebad (eb̠ad̠)'ele morrer' e nektob (nek̠tob̠)'ele escreve'.[41]

### Vogais
|             | Anterior | Anterior | Posterior |
| curta       | longa    |          |           |
| ----------- | -------- | -------- | --------- |
| Fechada     | i        | ī        | u         |
| Semifechada | e        | ē/ey     | o         |
| Aberta      | a        | ā        | ɑ         |

### Fonotática
- Cada sílaba em siríaco começa com uma, e apenas uma, consoante, que é sempre seguinda por uma vogal. Qualquer encontro de duas consoantes é dividido entre os dois, porque nenhuma silaba pode começar com mais de uma consoante.[42]

- As silabas que terminam em vogal são chamadas de aberta e as que terminam em consoante são chamadas de fechadas.[42]

### Tonicidade
A ênfase pode recair sobre qualquer uma das três sílabas finais de uma palavra.
- Na última sílabaː Qualquer sílaba final que seja fechada[44] e contenha uma vogal longa é acentuada.[43]
- Na penúltima sílabaː se a sílaba final não for acentuada então a penúltima sílaba recebe a ênfase se contiver uma vogal longa ou for fechada.[43]
- Na antepenúltima sílabaː se os últimos dois casos listados a cima não forem atendidos, então o acento recua para a antepenúltima.[43]

|               | Palavra | Separação silábica + ênfase |
| Última        | nebnōn  | neb-nōn´                    |
| Penúltima     | malkā   | mal´-kā                     |
| Antepenúltima | madbrā  | mad´-bə-rā                  |

## Ortografia
Atualmente, existe uma variedade de  sistemas de escrita utilizadas pelo neoaramaico, pois ele foi transmitido oralmente por gerações até 2006 e não foi utilizado na forma escrita.
Um Instituto de Língua Aramaica foi criado em 2006 pela Universidade de Damasco , que ministra cursos para manter a língua viva. O presidente do Instituto de Línguas, George Rizkalla (Rezkallah), comprometeu-se a escrever um livro didático em neo-aramaico ocidental.  Sendo anteriormente não escrito, Rizkalla optou pelo alfabeto hebraico, porém,em 2010, as atividades do instituto foram encerradas devido a preocupações de que o alfabeto quadrado Maalouli-Aramaico usado no programa tivesse uma semelhança com a escrita quadrada do alfabeto hebraico, que resultou na remoção de todos os sinais com a escrita quadrada Maalouli.  O programa afirmou que, em vez disso, usariam o alfabeto siríaco-aramaico mais distinto, embora o uso do alfabeto Maalouli tenha continuado até certo ponto.
Por esse motivo, estão apresentados abaixo os quadros dos alfabetosː Escrita quadrada Maalouli, Hebraico, Siríaco e Árabe( que além das influências no neoaramaico ocidental, também deriva do aramaico).

### Alfabeto Maalouli quadrado
| Letra Maalouli |   |     |     |          |     |     |     |     |     |     |     |      |     |     |     |     |     |     |     |     |     |     |      |         |     |     |     |     |      |
| Letra hebraica | א | בּ   | ב   | גּ        | ג   | דּ   | ד   | ה   | ו   | ז   | ח   | ט    | י   | כּ ךּ | כ ך | ל   | מ ם | נ ן | ס   | ע   | פּ ףּ | פ ף | צ ץ  | ק       | ר   | שׁ   | תּ   | ת   | ת    |
| Pronúncia IPA  | ∅ | /b/ | /v/ | /g/, /ʒ/ | /ɣ/ | /d/ | /ð/ | /h/ | /w/ | /z/ | /ħ/ | /tˤ/ | /j/ | /k/ | /x/ | /l/ | /m/ | /n/ | /s/ | /ʕ/ | /p/ | /f/ | /sˤ/ | /k/~/ḳ/ | /r/ | /ʃ/ | /t/ | /θ/ | /tʃ/ |

### Siríaco e Árabe
| Letra Siríaca: | ܐ‎        | ܒ‎   | ܒ݆‎   | ܓ‎   | ܔ‎    | ܓ݂‎   | ܕ‎   | ܕ݂‎   | ܗ‎   | ܘ‎   | ܙ‎   | ܚ‎   | ܚ݂‎   | ܛ‎    | ܜ‎    | ܝ‎   | ܟ‎   | ܟ݂‎   | ܠ‎   | ܡ‎   | ܢ‎   | ܣ‎   | ܥ‎   | ܦ‎   | ܨ‎    | ܨ̇‎    | ܩ‎       | ܪ‎   | ܫ‎   | ܬ‎   | ܬ݂‎   | ܬ̤‎    |
| Letra Árabe:   | ا        | ب   | پ   | گ   | ج    | غ   | د   | ذ   | ه   | و   | ز   | ح   | خ   | ط    | ظ    | ي   | ک   | خ   | ل   | م   | ن   | س   | ع   | ف   | ص    | ض    | ق       | ر   | ش   | ت   | ث   | چ    |
| Pronúncia IPAː | /ʔ/, /∅/ | /b/ | /p/ | /g/ | /dʒ/ | /ɣ/ | /d/ | /ð/ | /h/ | /w/ | /z/ | /ħ/ | /x/ | /tˤ/ | /dˤ/ | /j/ | /k/ | /x/ | /l/ | /m/ | /n/ | /s/ | /ʕ/ | /f/ | /sˤ/ | /ðˤ/ | /q/~/ḳ/ | /r/ | /ʃ/ | /t/ | /θ/ | /tʃ/ |

| Letra Siríaca: | ܰ‎    | ܶ‎    | ܳ‎    | ܺ‎    | ܽ‎    |
| Letra Árabe:   | ـَ   | ـِ   | ـُ   | ي   | و   |
| Pronúncia IPAː | /a/ | /e/ | /o/ | /i/ | /u/ |

## Gramática

### Substantivo

#### Estado enfático
- Todos os substantivos siríacos ocorrem em uma forma lexical básica, com a terminação ā, conhecida normalmente como estado enfático. [51]O estado enfático significa que tanto o definido , quanto o indefinido, por exemploː gabrā- "um homem ou o homem", ktābā- "o livro ou um livro".[51]
- Para a tradução, deve-se levar em conta o contexto da mensagem para que seja determinado qual dos dois se adequa a uma determinada necessidade. [51]

#### Gênero
Existem dois gêneros gramaticais em siríacoː masculino e feminino. Conforme as coisas e pessoas tem um gênero natural (pai/mãe, filha/filho,boi/vaca, etc.), o gênero gramatical segue o gênero natural.A forma e o gênero possuem uma certa correspondência,pos todos os substantivos femininos são marcados pela terminação -tā no estado enfático, enquanto os substantivos masculinos não tem nenhuma terminação especial além da terminação ā no estado enfático. 
| Masculino | Masculino | Feminino | Feminino |
| --------- | --------- | -------- | -------- |
| malkā     | rei       | malktā   | rainha   |
| gabrā     | homem     | attā     | mulher   |
| ktābā     | livro     | mdittā   | cidade   |
| țurā      | monte     | qritā    | aldeia   |

A única exceção são dos substantivos femininos que não tem a terminação em -tā, comoː
| Siríaco | PortuguÊs |
| ------- | --------- |
| idā     | mão       |
| emmā    | mãe       |
| ar^cā   | terra     |

### Verbos

#### Verbo simples perfeito
A forma básica do verbo perfeito se dá pela raiz verbal, que geralmente é triconsonantal, com um padrão vocálico apropriado, seja CCAC, como em  ktab (ele escreveu) ou CCEC como em sleq (ele saiu).
Essa forma (sleq e ktab) é a forma da terceira pessoa do singular masculino, represemta uma forma básica, não aumentada ou fundamental, do verbo. 
- A terceira pessoa do singular feminino acrescenta a terminação -at à raiz verbal. Ao mesmo tempo, todos os verbos sofrem uma mudança de padrão de CCaC ou CCeC para CeCC - dando a invariável forma CeCCat da 3° pessoa do singular feminino, ketbat (ela escreveu/ela escrevia) e selqat (ela saiu).[51]

- O plural masculino da terceira pessoa (eles) com a terminação -un adicionada ao singular, como em ktabun( eles escreveram) e slegun( eles saíram).[51]

## Vocabulário

### Exemplo de texto curto
Existem várias versões da Oração do Pai Nosso no neo-aramaico ocidental, incorporando empréstimos alterados de várias línguas, notavelmente árabe: Šēḏa (do  acadiano . šēdu , que significa "mal" ou "diabo"),  yiṯkan (do  árabe. litakun , que significa "que pode ser" ou "ser"), ġfurlēḥ & nġofrin (do Ar. yaghfir , que significa "perdoar") e čaġribyōṯa (do Ar. jareeb , que significa "tentação").
| Neoaramaico ocidental | Português |
| --- | --- |
| Ōboḥ/Ōbay/Abūnaḥ ti bišmō/bišmoya yičqattaš ešmaẖ yṯēle molkaẖ/malkuṯaẖ yiṯkan ti čbaҁēleh iẖmel bišmō/bišmoya ẖet ҁalarҁa. Aplēḥ leḥmaḥ uẖẖil yōmaḥ ġfurlēḥ ḥṭiyōṯaḥ eẖmil nġofrin lti maḥiṭ ҁemmaynaḥ wlōfaš ttaẖlennaḥ bčaġribyōṯa | Pai Nosso que estais no céu santificado seja o vosso nome vem a nós o vosso reino seja feita a vossa vontade assim na terra como no céu O pão nosso de cada dia nos daí hoje perdoai-nos as nossas ofensas assim como nós perdoamos a quem nos tem ofendido não nos deixei cair em tentação mas livrai-nos do mal. |

### Numeração
Em siríaco, assim como em outras línguas semíticas, as letras do alfabeto são usadas como numerais, como emː
| Letra | Valor numerico |
| ----- | -------------- |
| ܐ     | 1              |
| ܒ     | 2              |
| ܓ     | 3              |
| ܕ     | 4              |
| ܗ     | 5              |
| ܘ     | 6              |
| ܙ     | 7              |
| ܚ     | 8              |
| ܛ     | 9              |
| ܝ     | 10             |
| ܟ     | 20             |
| ܠ     | 30             |
| ܡ     | 40             |
| ܢ     | 50             |
| ܣ     | 60             |
| ܥ     | 70             |
| ܦ     | 80             |
| ܨ     | 90             |
| ܩ     | 100            |
| ܪ     | 200            |
| ܫ     | 300            |
| ܬ     |                |

Os números compostos são escritos decimalmente da direita para a esquerda.

### Algumas palavras
| Neoaramaico ocidental (siríaco) | Português           |
| ------------------------------- | ------------------- |
| abid                            | perdido             |
| ādār                            | marchar             |
| bkā/nebkē                       | chorar              |
| bnayyā                          | prédio/edifício     |
| gbā/negbē                       | escolher/ escolhido |
| gennā                           | proteção            |
| daḥḥil                          | temer               |
| daywā                           | espírito mal        |
| ethpa ethaggi                   | meditar             |
| ethpa ethaggag                  | imaginar            |
| hegmōna                         | governador          |
| haddāmā                         | membro              |
| pa hallek                       | andar               |
| pa hallel                       | elogiar             |
| zabnā                           | tempo               |
| zahrā                           | brilho              |